# Ратха, Соурн Серей
Соурн Серей Ратха (кхмер. សួន សេរីរដ្ឋា; род. 7 сентября 1973) — камбоджийский политик кхмерско-американского происхождения. Известен как основатель и руководитель Партии кхмерской власти. В 2017 году был арестован за публикацию поста в Facebook, где критиковал размещения национальных войск на границе с Лаосом. Его обвинили в попытке создания саботажа в армии.

## Биография
Родился 7 сентября 1973 года в провинции Баттамбанг, Камбоджа. Был младшим сыном в семье зажиточных фермеров. Отец — Соурн Мэй во время гражданской войны служил в республиканской армии генерала Лон Нола. Мать — Кхин Сонг.

### Образование
- Бакалавр социологии Королевского университета Пномпеня (1996—2000)
- Бакалавр права Института экономики и права (1998—2002).
- Магистр международной отношений Технологического университета МАРА (2004—2006).

### Карьера
- Председатель Кхмерского национального студенческого движения (1997—1998).
- Основатель и председатель Камбоджийского социологического клуба (2002)

18 ноября 2010 года стал основателем Партия кхмерской власти. Официально партия зарегистрировалась только в марте 2015 года. В отличие от других правых партий, выступает за отмену монархии и восстановление Кхмерской Республики.